# San Cipirello
San Cipirello település Olaszországban, Szicília régióban, Palermo megyében. Lakosainak száma 4961 fő (2023. január 1.). San Cipirello Monreale és San Giuseppe Jato községekkel határos.

## Népesség
A település lakossága az elmúlt években az alábbi módon változott:

| 2018 | 5 347 |
| 2023 | 4 961 |